# Vendée Challans Basket
Vendée Challans Basket ist ein französischer Basketballverein aus Challans.

## Geschichte

### Anfänge und erste Achtungserfolge
Der Verein wurde 1936 als Étoile Sportive du Marais Challans gegründet. Unter dem abgekürzten Namen ESM Challans schaffte er im Jahr 1971 den Aufstieg in die damals höchste französische Basketball-Liga, der Nationale 1. Dort belegte Challans den siebten Platz, was den Anfang der Etablierung in der ersten Liga darstellte. Die Saison 1975/76 schloss das Team als Sechster ab, woraufhin es in der Folgesaison im Korać-Cup starten durfte. Dort unterlag man trotz eines starken 69:58-Sieges im Rückspiel gegen Reyer Venezia Mestre, da das Hinspiel deutlicher verloren wurde. 1977/78 wurde erneut der sechste Platz erreicht, es folgte die zweite Teilnahme am Korać-Cup. Diesmal scheiterte die Mannschaft an den Spaniern von Cotonificio Badalona. Nach vielen Jahren in der höchsten Liga wurden die Leistungen schließlich schlechter, der Abstieg in die Zweitklassigkeit konnte in der Saison 1981/82 nicht mehr verhindert werden.

### FFBB-Pokalsieg und Top 16 im Korać-Cup
1983 gelang jedoch der direkte Wiederaufstieg. Außerdem gewann der Klub im selben Jahr den französischen Basketball-Pokal für unterklassige Teams gegen CRO Lyon. Nachdem die erste Saison nach dem Aufstieg auf Platz 10 beendet wurde, knüpfte das Team in der Saison 1984/85 an die Erfolge der Vergangenheit an und wurde wieder Sechster. Bei seiner dritten Teilnahme am Korać-Cup gelang dem Verein erstmals der Einzug unter die letzten 16 und damit das Erreichen der Gruppenphase, wo in sechs Spielen aber nur ein Sieg gelang. Trotz der Doppelbelastung wurde ein weiteres Mal der sechste Platz in der Liga erreicht. Bei der Korać-Cup-Teilnahme 1986/87 verkaufte die Mannschaft sich ordentlich, scheiterte in der Gruppe aber an Estudiantes Madrid und Juventus Caserta.

### Niedergang
Obwohl Challans sich 1987 noch für die erstmals ausgetragenen Play-offs um die französische Meisterschaft qualifizierte und dort bis ins Viertelfinale kam, zog der Klub sich freiwillig aus dem Profibasketball zurück und startete 1993 in der vierten Liga neu. Die Rückkehr in eine der oberen Ligen gelang dem Verein nicht mehr. 2004 wurde der Klub in Vendée Challans Basket umbenannt und spielt seit 2005 in der dritthöchsten Spielklasse, der Nationale 1. Dort verpasste man 2008 und 2009 knapp den Aufstieg zur LNB Pro B und spielt seitdem gegen den Abstieg.

## Halle
Der Verein trägt seine Heimspiele im 3.000 Plätze umfassenden Salle Michel Vrignaud aus.

## Erfolge
- 1× FFBB-Pokalsieger (1983)